# 荒尾市
荒尾市（あらおし）は、熊本県の北西部にある市。
西は有明海に面し、北は福岡県大牟田市と境を接している。九州最大級の遊園地でもあるグリーンランド（旧三井グリーンランド）や、世界文化遺産の万田坑がある。1942年（昭和17年）市制施行。

## 地理

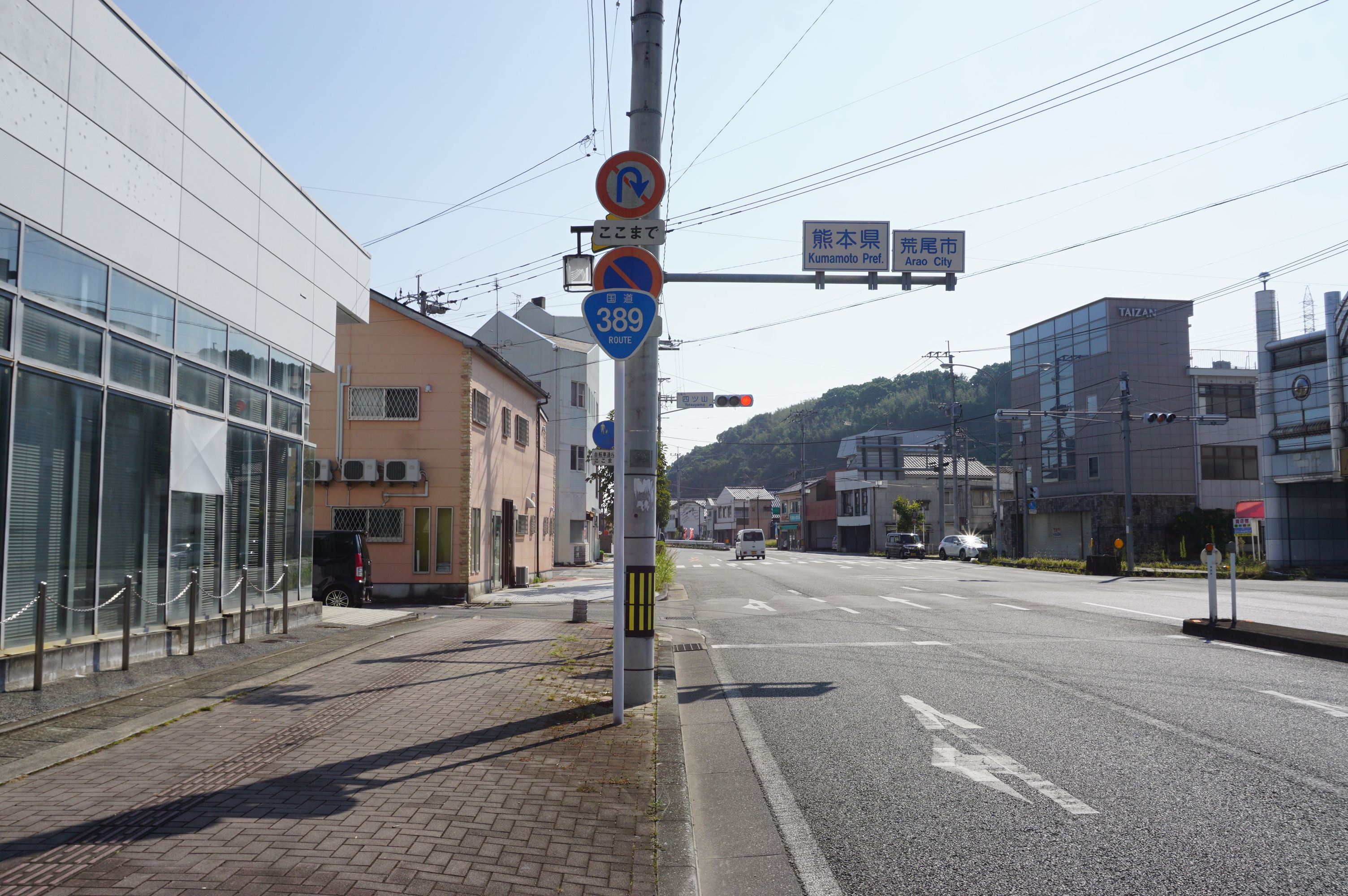
福岡県大牟田市との県境（福岡県側から）

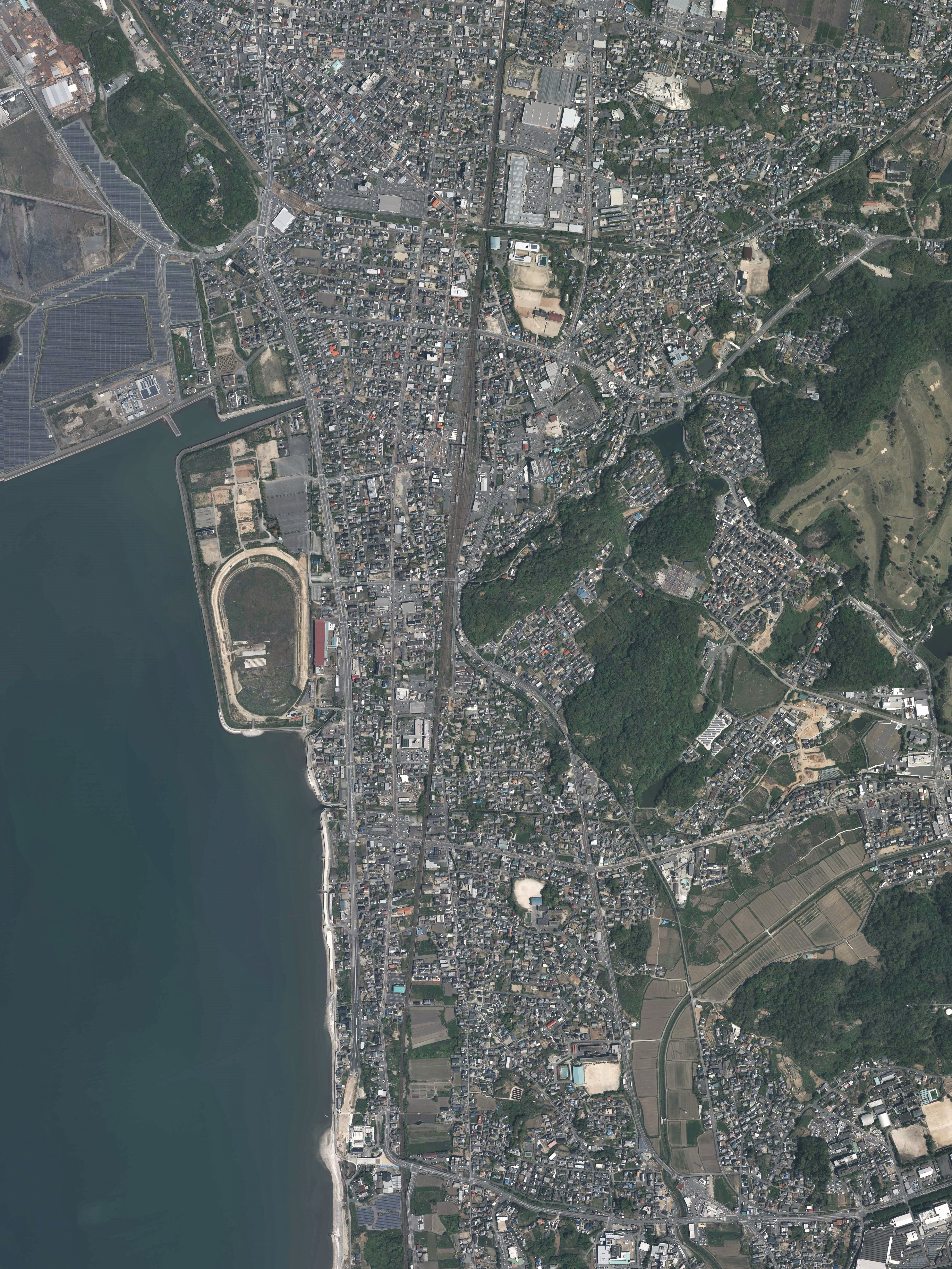
荒尾市中心部周辺の空中写真。
2016年4月20日撮影の3枚を合成作成。。

九州の中部、熊本県の北西端にあり、熊本市から北西に約40kmの場所に位置する。
市東端の小岱山（筒ヶ岳 501.4m）から西へなだらかな丘陵が起伏しながら有明海へと下っている。
北隣の大牟田市とは、ともに三井三池炭鉱の街として発展してきた歴史がある。DIDが県境を越えて連続（連坦）し、両市を中心とした都市圏（大牟田都市圏）を形成するなど炭鉱が閉山した現在でも密接な関係にある。このため、大牟田市との越境合併を望む意見も存在する。なお、大牟田市の中に荒尾市の飛地が3ヶ所も存在する。
福岡県との県境に位置するため、金峰山送信所を通じて熊本県の民放4局とNHK熊本放送局は勿論のこと、大牟田中継局を通じて福岡県の民放5局とNHK福岡放送局を受信することも可能であり、地デジ化以降は地域によっては佐賀・長崎県からのテレビ放送さえ鮮明に受信出来るようになった。熊本県では長らく民放が少なかったこともあり、市内では在福の民放5局を視聴するために、多くの世帯が大牟田局にもアンテナを向けている。

### 隣接する自治体
- 熊本県
  - 玉名市
  - 玉名郡長洲町・南関町
- 福岡県
  - 大牟田市

### 人口
| |                                        |  |
| 荒尾市と全国の年齢別人口分布（2005年） | 荒尾市の年齢・男女別人口分布（2005年） |  |
| ■紫色 ― 荒尾市 ■緑色 ― 日本全国 | ■青色 ― 男性 ■赤色 ― 女性              |  |
| 荒尾市（に相当する地域）の人口の推移 \| 1970年（昭和45年） \| 55,452人 \| \| \| 1975年（昭和50年） \| 58,296人 \| \| \| 1980年（昭和55年） \| 61,485人 \| \| \| 1985年（昭和60年） \| 62,570人 \| \| \| 1990年（平成2年） \| 59,507人 \| \| \| 1995年（平成7年） \| 57,389人 \| \| \| 2000年（平成12年） \| 56,905人 \| \| \| 2005年（平成17年） \| 55,960人 \| \| \| 2010年（平成22年） \| 55,321人 \| \| \| 2015年（平成27年） \| 53,407人 \| \| \| 2020年（令和2年） \| 50,832人 \| \| |                                        |  |
| 総務省統計局 国勢調査より |                                        |  |
| 1970年（昭和45年） | 55,452人                               |  |
| 1975年（昭和50年） | 58,296人                               |  |
| 1980年（昭和55年） | 61,485人                               |  |
| 1985年（昭和60年） | 62,570人                               |  |
| 1990年（平成2年） | 59,507人                               |  |
| 1995年（平成7年） | 57,389人                               |  |
| 2000年（平成12年） | 56,905人                               |  |
| 2005年（平成17年） | 55,960人                               |  |
| 2010年（平成22年） | 55,321人                               |  |
| 2015年（平成27年） | 53,407人                               |  |
| 2020年（令和2年） | 50,832人                               |  |

平成の大合併以前は熊本市、八代市に次いで熊本県第3位の人口であった。当市は平成の大合併で合併をしておらず、2016年（平成28年）6月1日時点では、熊本市、八代市、天草市、玉名市、宇城市、合志市に次いで第7位である。
緑ヶ丘周辺の宅地開発の成功によりマンションが林立するなど一時はゆめタウンシティモール周辺では人口が増加し、近隣の各市町に比べて人口の減少率が低い時期もあった。だが近年は人口減少が目立つ。

### 地名
- 荒尾（旧荒尾町）
- 大島（旧荒尾町）
- 宮内（旧荒尾町）
- 宮内出目（旧荒尾町）
- 原万田（旧荒尾町）
- 万田（旧荒尾町）
- 川登（旧八幡村）
- 菰屋（旧八幡村）
- 野原（旧八幡村）
- 金山（旧府本村）
- 樺（旧府本村）
- 府本（旧府本村）
- 上井手（旧平井村）
- 上平山（旧平井村）
- 下井手（旧平井村）
- 平山（旧平井村）
- 本井手（旧平井村）
- 一部（旧有明村）
- 蔵満（旧有明村）
- 増永（旧有明村）
- 牛水（旧清里村）
- 高浜（旧清里村）
- 水野（旧清里村）
- 大平町1丁目～3丁目（1960年、宮内出目より発足）
- 大島町3丁目～4丁目（1970年、大島より発足）
- 桜山町1丁目～4丁目（1970年、蔵満・一部より発足）
- 昭和町（1970年、大島より発足）
- 大正町1丁目～2丁目（1970年、万田・大島より発足）
- 西原町1丁目～3丁目（1970年、万田・原万田・大島より発足）
- 日の出町（1970年、万田・大島より発足）
- 四ツ山町1丁目～3丁目（1970年、大島より発足）
- 八幡台1丁目～4丁目（1976年、野原・樺・川登より発足）
- 緑ケ丘1丁目～4丁目（荒尾・川登・平山・本井手より発足）
- 住吉町（1998年、宮内・宮内出目・万田より発足）
- 東屋形1丁目～4丁目（2003年、荒尾・宮内より発足）

## 歴史

### 中世・近世
鎌倉時代、武蔵七党の一つで関東御家人の小代氏が玉名郡野原荘の地頭職を得て下向、小岱山の麓に居城を構えた。戦国時代には豊後の大友氏に属し、肥後の有力国人となった。
江戸時代、細川忠利が豊前小倉藩から肥後熊本藩へ移封したとき、豊前上野の陶工源七と八左衛門が小岱山の麓に窯を開き小代焼を創始した。小代焼は2003年（平成15年）に国の伝統的工芸品に指定されている。
筑後三池藩との国境に熊本藩高瀬奉行所の岩本番所が置かれていた。
1898年（明治31年）、三井鉱山によって万田坑の開削が始められた。

### 近現代
- 1889年（明治22年）4月1日 - 町村制施行により、現在の市域に玉名郡荒尾村・有明村・平井村・八幡村・府本村が発足。
- 1912年（明治45年）11月1日 - 国鉄の万田駅開業。
- 1919年（大正8年）5月1日 - 玉名郡荒尾村が町制施行して荒尾町が発足。
- 1928年（昭和3年）2月20日 - 荒尾競馬場開設。同年3月2日に第1回競馬が開催。
- 1942年（昭和17年）4月1日 - 荒尾町・有明村・平井村・八幡村・府本村が対等合併して荒尾市が発足[1]。
- 1943年（昭和18年）6月15日 - 万田駅が荒尾駅に改称。
- 1945年（昭和20年）8月7日 - B-24が大牟田市上空で高射砲弾の直撃を受け、荒尾市原万田の田園地帯上空で空中爆発、墜落。破片は桜山方面などへ飛散。[2]
- 1949年（昭和24年）2月1日 - 荒尾市交通部が乗合バス事業開始。
- 1949年（昭和24年）3月1日 - 荒尾市営電気鉄道（荒尾市電）開業。境崎 - 増永（後の揚増永）
- 1950年（昭和25年）5月1日 - 南荒尾駅が日本国有鉄道により開設される。
- 1952年（昭和27年） - 市制10周年を記念し「荒尾市歌」を制定。
- 1955年（昭和30年）7月20日 - 清里村の一部を編入。
- 1964年（昭和39年）10月1日 - 荒尾市電が全線廃止。
- 1966年（昭和41年）7月 - 三井グリーンランド遊園地（現・グリーンランド）が開園。
- 1987年（昭和62年）4月1日 - 国鉄分割民営化により荒尾駅と南荒尾駅を九州旅客鉄道が継承。
- 1993年（平成5年）7月21日 - アジアパーク開園。
- 1996年（平成8年）3月 - ウルトラマンランド開園。
- 2000年（平成12年）8月 - アジアパーク閉園。
- 2005年（平成17年）4月1日 - 荒尾市交通局が路線と車両をすべて産交バスに譲渡して閉局。
- 2011年（平成23年）12月23日 - 荒尾競馬場が廃止される。
- 2012年（平成24年）4月8日 - 「荒尾市の鳥」、「荒尾八景」が発表される。
- 2013年（平成25年）9月1日 - ウルトラマンランド閉園。

## 行政

### 歴代市長
- 市長：浅田敏彦（2017年2月5日就任、3期目[3]）

| 代 | 氏名     | 就任日                   | 退任日                     | 備考 |
| -- | -------- | ------------------------ | -------------------------- | ---- |
| 1  | 若竹又男 | 1942年（昭和17年）8月1日 | 1945年（昭和20年）12月19日 |      |
| 2  | 中島照寛 | 1946年（昭和21年）3月5日 | 1947年（昭和22年）4月4日   |      |

| 代 | 氏名       | 就任日                    | 退任日                     | 備考                   |
| -- | ---------- | ------------------------- | -------------------------- | ---------------------- |
| 3  | 中島照寛   | 1947年（昭和22年）4月5日  | 1948年（昭和23年）4月16日  | 在任中に死去           |
| 4  | 寺田佐平   | 1948年（昭和23年）6月10日 | 1952年（昭和27年）4月28日  |                        |
| 5  | 坂田昌亮   | 1952年（昭和27年）5月20日 | 1960年（昭和35年）12月24日 | 在任中に死去           |
| 6  | 古閑幹士   | 1961年（昭和36年）2月12日 | 1973年（昭和48年）2月11日  |                        |
| 7  | 鴻江勇     | 1973年（昭和48年）2月12日 | 1986年（昭和61年）11月29日 | 収賄容疑で逮捕され辞職 |
| 8  | 北野典爾   | 1987年（昭和62年）1月18日 | 2003年（平成15年）1月17日  |                        |
| 9  | 前畑淳治   | 2003年（平成15年）1月18日 | 2015年（平成27年）1月17日  |                        |
| 10 | 山下慶一郎 | 2015年（平成27年）1月18日 | 2016年（平成28年）12月19日 | 任期途中で辞職         |
| 11 | 浅田敏彦   | 2017年（平成27年）2月5日  | 現職                       |                        |

### 荒尾市議会
定数は18人。
| 会派           | 議席数 |
| -------------- | ------ |
| 創生荒尾の会   | 5      |
| 新政改革クラブ | 2      |
| 新社会党       | 4      |
| 志誠会         | 2      |
| 公明党         | 2      |
| 市民クラブ     | 1      |
| 日本共産党     | 1      |

（2017年7月4日現在）

### 警察・消防
- 荒尾警察署
  - 荒尾駅前交番
  - 緑ヶ丘交番
  - 府本駐在所
  - 八幡駐在所

- 有明広域行政事務組合
  - 荒尾消防署
    - 緑丘分署

## 経済

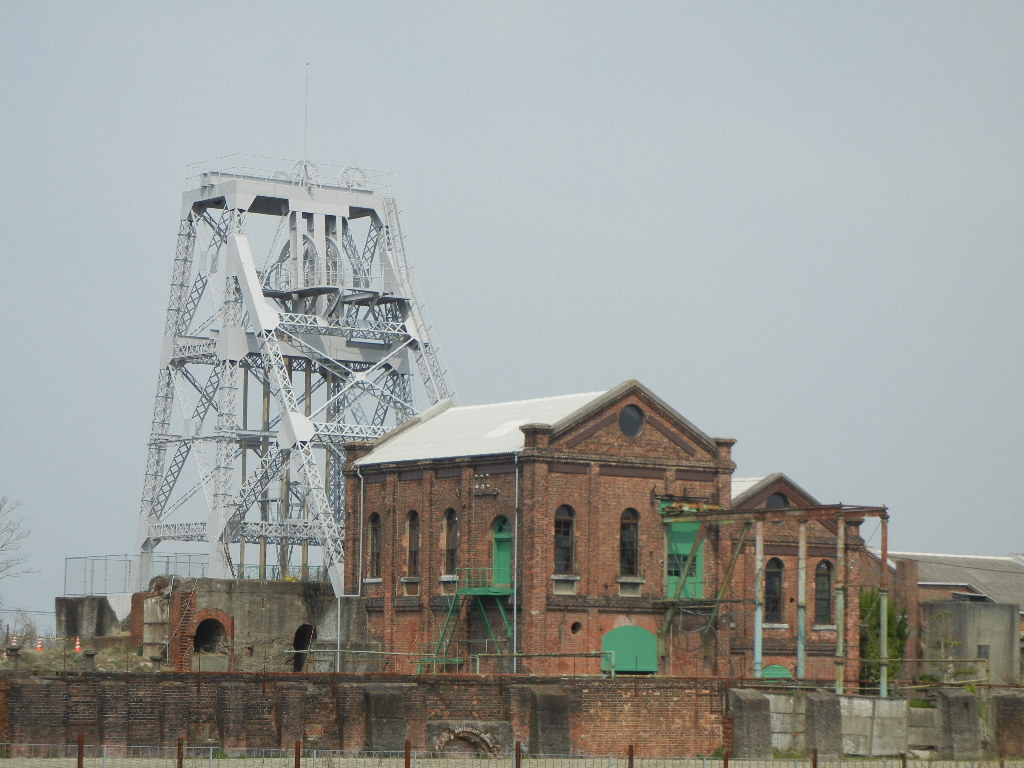
万田坑

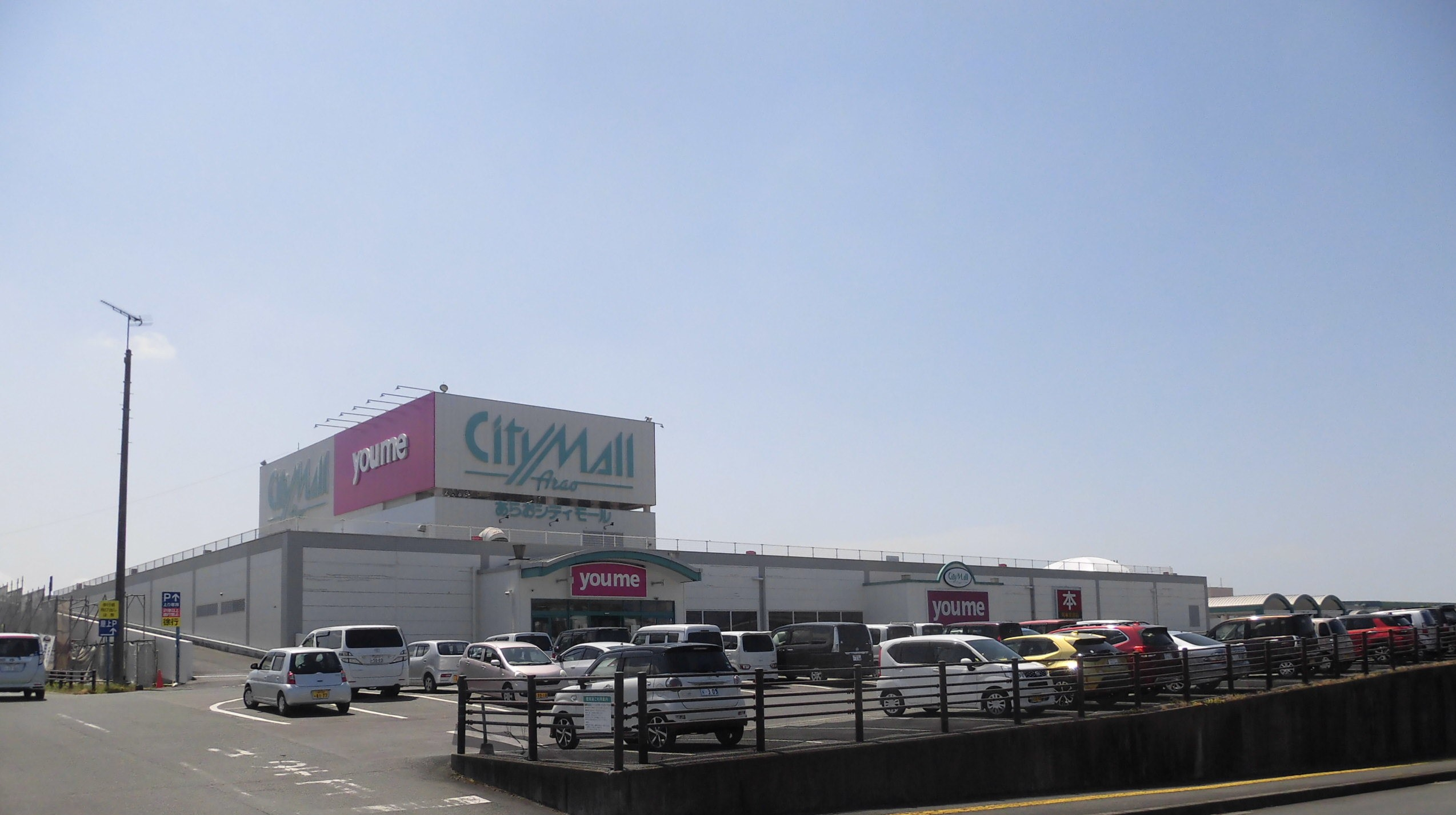
ゆめタウンシティモール

- 市内総生産 1,169億円（2004年度）

### 鉱業
かつては大牟田市とともに三井三池炭鉱により栄えた。そして関東大震災以降から太平洋戦争に至るまで、「東京第二陸軍造兵廠荒尾製造所」（敷地約100万坪、長さ4kmにも渡る広大な火薬・炸薬の製造所）があり、日本の軍需産業の一角として重要な役割を担った。グリーンランドの敷地や、廃線となった荒尾市営電気鉄道（現在の自転車専用道路）などは、この当時設営された軍事施設の名残である。
1960年代には石油へのエネルギー転換に伴う石炭の需要低下が起こり、1997年（平成9年）には三井三池炭鉱が閉山した。

### 農業
農産物としては、梨（荒尾ジャンボ梨）やみかんの栽培が盛んである。生産者の高齢化などにより、近年は新たな特産品として、比較的栽培の手入れが少なく乾燥にも強いオリーブやオリーブオイルの生産に力を入れている。

### 特産品
- 荒尾梨（ジャンボ梨として新高梨が有名）
- 小代（岱）焼
- 有明海苔
- メロンパン
- 荒尾かぶれ
- オリーブ、オリーブオイル

### 主な商業施設
荒尾駅周辺や、大牟田市との県境部分にある四ツ山地区に商店街が存在する。
- イオンタウン荒尾 - 荒尾駅の北側に位置する。
- 有明プラザ - イオンタウン荒尾に隣接する複合商業施設。北隣にもドン・キホーテ荒尾店やケーズデンキ荒尾店などの商業施設が立地している。
- ゆめタウンシティモール - 旧あらおシティモール。グリーンランドの南側に位置する。

### まちづくり
荒尾市は、2004年（平成16年）から、食をテーマに第1次産業から第3次産業までが連携し、地域活性化と雇用拡大を図る地域再生プロジェクトに取り組んでいる。この中で、商店街の空き店舗を活用し地域住民が中心となった農産物直売所兼研究拠点施設「青研（青空研究室）」が焼酎・ワイン・みかんジュースなどの特産品開発や生鮮品販売を行っている。
また、一部では住居表示が実施されており、2024年現在、四ツ山町、西原町、大島町、日の出町、昭和町、大正町、桜山町、八幡台で実施されている。

## 教育

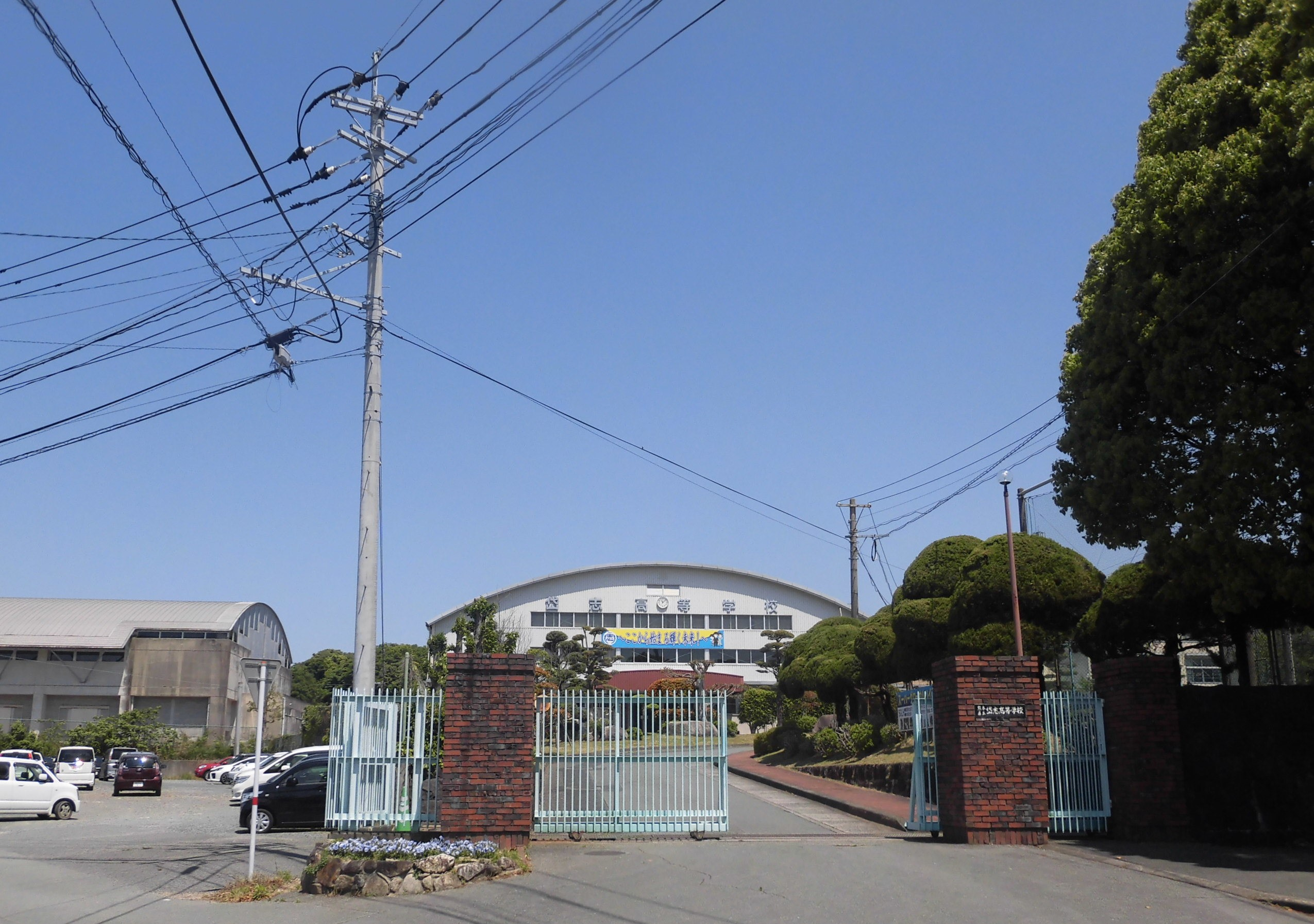
熊本県立岱志高等学校

### 高等学校
- 熊本県立岱志高等学校 - 熊本県立荒尾高等学校と熊本県立南関高等学校が統合されて2015年4月1日開校。
- 私立有明高等学校

### 中学校
- 荒尾市立荒尾海陽中学校 - 2010年4月1日に荒尾第一中学校と荒尾第二中学校が統合されて開校。
- 荒尾市立荒尾第三中学校
- 荒尾市立荒尾第四中学校

### 小学校
- 荒尾市立荒尾第一小学校
- 荒尾市立万田小学校 - 2011年4月1日に荒尾第二小学校と荒尾第三小学校が統合されて開校。
- 荒尾市立中央小学校
- 荒尾市立緑ヶ丘小学校
- 荒尾市立平井小学校
- 荒尾市立府本小学校
- 荒尾市立八幡小学校
- 荒尾市立清里小学校
- 荒尾市立有明小学校
- 荒尾市立桜山小学校

### 特別支援学校
- 熊本県立荒尾支援学校

なお、隣接する福岡県大牟田市にある国立有明工業高等専門学校の学生寮は荒尾市にある。

### 図書館
- 荒尾市立図書館 - 2022年（令和4年）にゆめタウンシティモールに移転[7]。

## 交通
最も近い空港は佐賀空港である。

### 鉄道
九州旅客鉄道（JR九州）

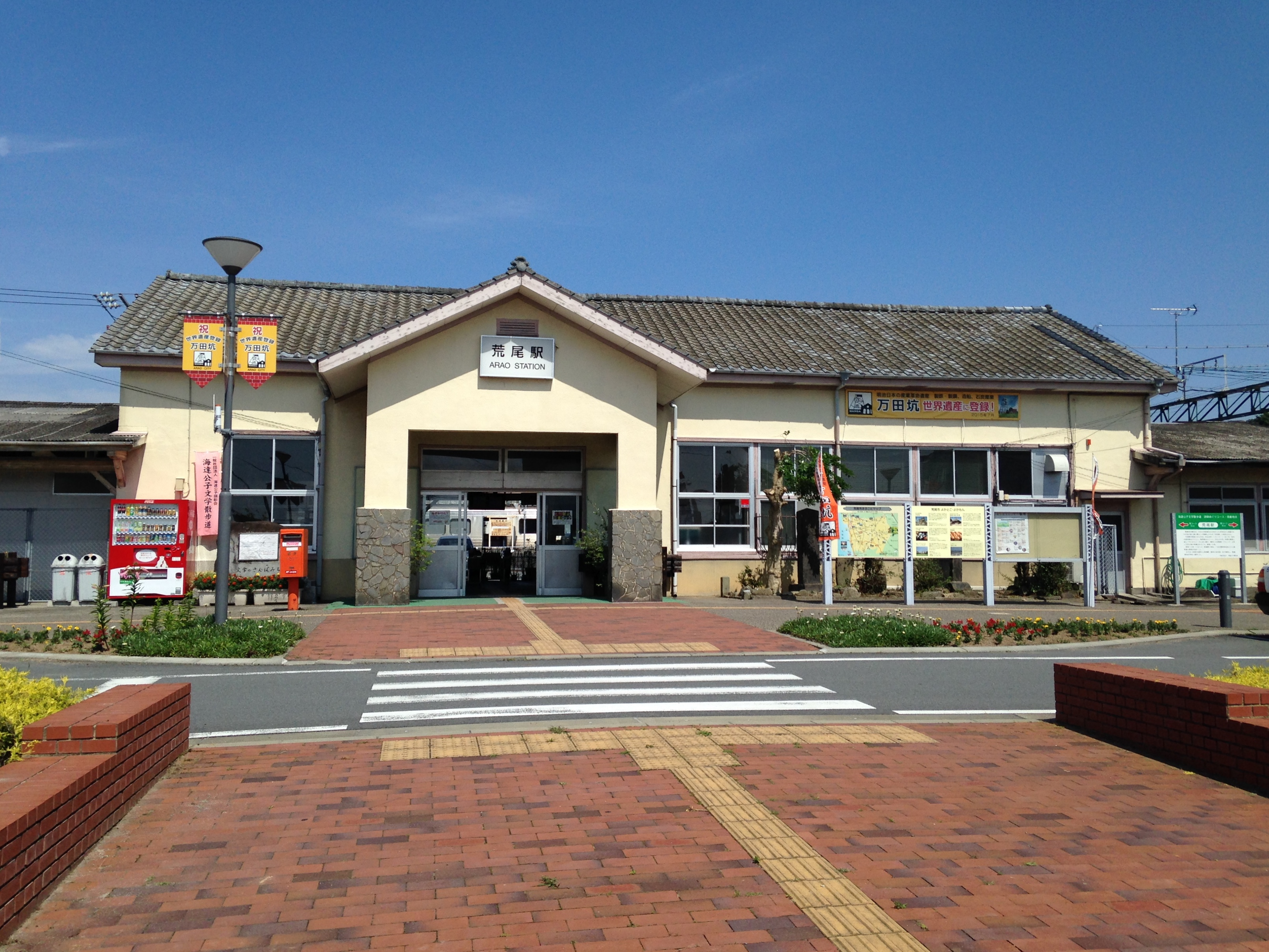
荒尾駅

- 鹿児島本線：（大牟田市）- 荒尾駅 - 南荒尾駅 -（長洲町）

かつてはこのほかに荒尾市営電気鉄道があったが、1964年に廃止された。
市の中心となる駅：荒尾駅

### バス
- 産交バス - 九州産交グループ。荒尾市内路線、荒尾市と玉名市を結ぶ路線を運行している。荒尾市内路線は、2005年4月1日に廃止された荒尾市交通局（荒尾市営バス）が運行していた路線を引き継いだものである。
  - 荒尾市内路線
  - 荒尾バスセンター - 荒尾市民病院前 - 桜山 - 八幡校前 - 玉名産交前 - 玉名駅前 - 玉名温泉 - 玉名市役所前
  - 四ツ山 - 荒尾駅前 - 荒尾市民病院前 - 荒尾バスセンター - 八幡台 - 八幡校前
- 西鉄バス大牟田 - 西鉄バスグループ。大牟田市と荒尾駅、グリーンランド、市北端の倉掛や三井三池炭鉱万田坑（土・日・祝日のみ）、市北東端の庄山を結ぶ路線を運行する。
  - 2：久福木団地 - 三池中町 - 東新町 - 大牟田駅前 - 右京町 - 四ツ山 - 荒尾駅前
  - 4：三池中町 - 高泉団地 - 東新町 - 大牟田駅前 - 山下町 - 白金町 - 四ツ山 - 荒尾駅前
  - 3：大牟田駅前 - 右京町 - 有明プラザ前 - 大谷 - グリーンランド正門前 - ホテルヴェルデ前
  - 15：大牟田駅前 - 一部橋 - 倉掛 - 万田坑
  - 25：西鉄大牟田営業所 - 大牟田駅前 - 上町 - 勝立 - 庄山

現在は荒尾市内発着の高速バスはない。かつては西鉄が大阪市とを結ぶ夜行高速バス「ちくご号」、名古屋市とを結ぶ「玄海号」、福岡空港連絡高速バスを運行していた。

### 道路

#### 高速道路
市内にはいかなる形態の高速道路も通っていない。
九州自動車道の最寄りインターチェンジは南関ICもしくは菊水IC。有明海沿岸道路を利用する場合は三池港インターチェンジが最寄り。
なお、有明海沿岸道路は荒尾市まで延伸する計画がある（開業時期は未定）。

#### 一般国道
- 国道208号
- 国道389号
- 国道501号 - 国道389号線との重複路線

#### 県道
主要地方道
- 福岡県道・熊本県道3号大牟田植木線
- 熊本県道29号荒尾南関線
- 熊本県道46号荒尾長洲線

一般県道
- 熊本県道・福岡県道124号金山櫟野線
- 福岡県道・熊本県道126号大牟田荒尾線
- 熊本県道314号平山荒尾線

#### その他
- 自転車専用道路 - 旧荒尾市電の鉄道廃線跡を利用して整備されている自転車専用道路で、緑ヶ丘（旧山の手ストア前）から境崎（多田隈整形外科裏）間

## 文化

### 方言
荒尾地方の方言は古語が現代まで存続したものが多い。
- イカメシカ（非常に厳しい）
- インマ、イマンタイ（今に、そのうちに）
- ウン、ウンナ（対称語でおまえ、きさま）
- エスカ（恐ろしい、こわい）
- エンチ（家の内、家）
- オゴル（叱る、人をとがめる）
- オドマ、オドン（我々、我等）
- オメク、オラブ（大声で叫ぶ）
- オンブクルル（溺れる）
- カテテ（仲間に入れて）
- カバシカ（香ばしい、香りが良い）
- クベル、クブル（火に入れて燃やす）
- クルル、クレル（与える）
- ゲナ、ゲニャ（～のようだ）
- コジラカス（話がもつれる）
- コスカ（悪賢い、ずるい）
- コソバシカ（くすぐったい）
- ゴツ、ゴタル（～のようだ）
- コシコ（これくらい：少ない）
- サルク、サロク（歩き回る）
- スッドカ（抜け目が無い）
- ズンダレ（だらしない）
- タマガル（びっくりする）
- チョチョクラカス（馬鹿にする）
- トツテムナカ（途方もない）
- ニクジ（悪口を言う）
- ネマル（食品が腐る）
- ハマル（覚悟を決める）
- ヒダルカ（空腹である）
- フノヨカ（運が良い）
- マバイカ（まぶしい）
- ミコナス（見くびる）
- ムゾカ（かわいい）
- ムゾカル（かわいがる）
- ワライコクル（笑い転げる）

## 名所・旧跡・観光スポット

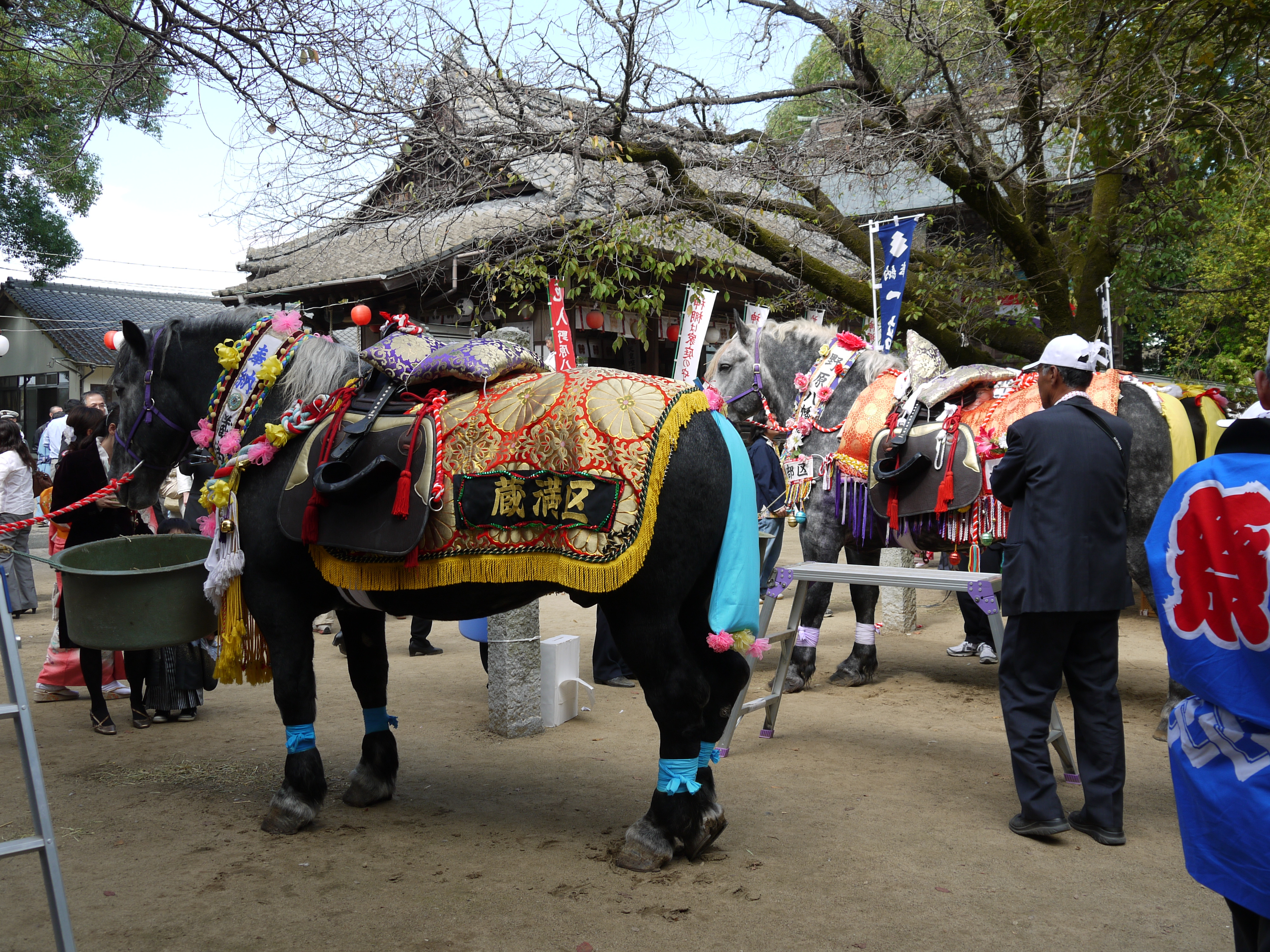
野原八幡宮大祭

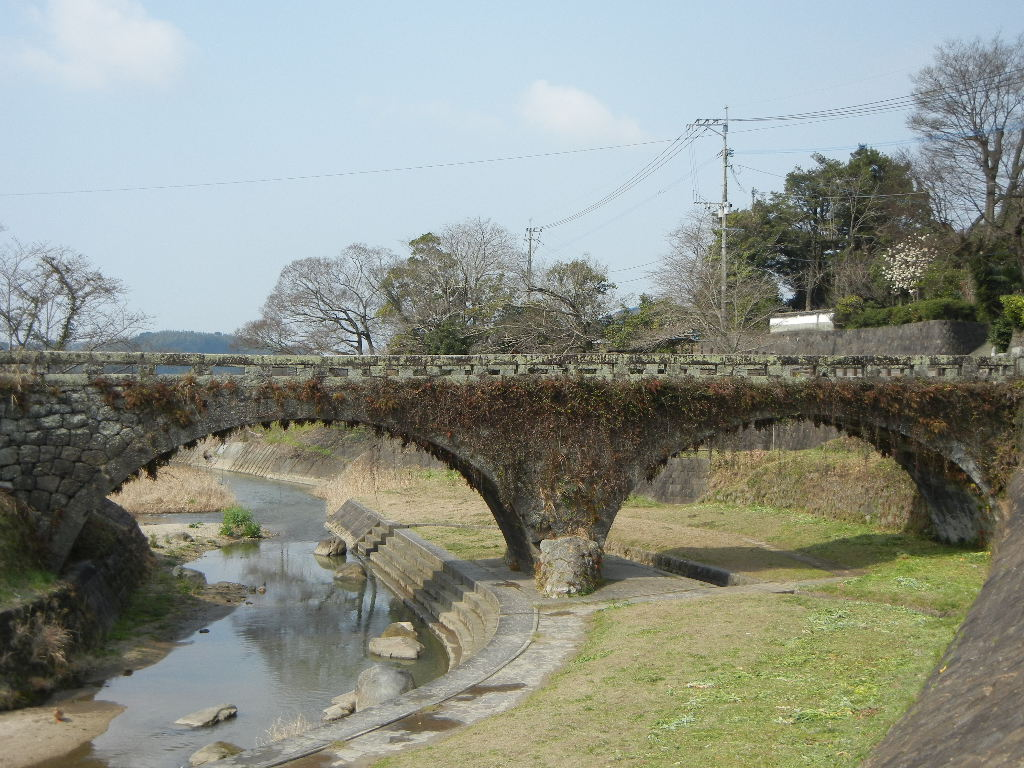
岩本橋

### 名所・旧跡
- 三ノ宮古墳
- 別当塚古墳群
- 野原古墳群
- 四ツ山古墳
- 野原八幡宮 - 毎年10月15日に野原八幡宮大祭（通称「のばらさん」）を開催。
- 七面山妙厳寺 - 荒尾市樺。秋の紅葉の名所。
- 有明海岸松並木 - 日本の白砂青松100選。
- 岩本橋 - 熊本県指定文化財。

### 観光スポット
- 荒尾干潟 - 2012年にラムサール条約登録。単一干潟としては国内有数の規模であり、国内最大規模のシギ・チドリ類飛来地となっている。
- 万田坑 - 国指定史跡・重要文化財、世界遺産。旧三井三池炭鉱万田坑跡で、万田坑で使用されていた施設や機械などが展示されている。
- 宮崎兄弟の生家（荒尾市宮崎兄弟資料館） - 自由民権運動を進めたのち孫文を支援した宮崎四兄弟の生家。四兄弟にまつわる史料が展示されている。
- 小岱山県立自然公園
- グリーンランド - 九州最大級の遊園地。ジェットコースターなどのアトラクションの数は日本一。

## 著名な出身者
- 宮崎政賢 - 宮崎兄弟の父。
- 宮崎八郎 - 宮崎兄弟。自由民権運動の先駆者。
- 宮崎民蔵 - 宮崎兄弟。
- 宮崎彌蔵 - 宮崎兄弟。
- 宮崎滔天 - 宮崎兄弟。私財をなげうち孫文を支援。
- 宮崎龍介 - 社会運動家・弁護士。
- 平河喜美男 - 政治家。
- 吉田宣弘 - 政治家。
- 松尾浩也 - 法学者。
- 坂村真民 - 仏教詩人。「念ずれば花ひらく」の詩で知られる。
- 上杉満生 - 写真家。
- 流山児祥 - 劇作家。
- 関島秀樹 - シンガーソングライター。荒尾市観光大使。
- 西村赤音 - 地方再生アイドル。荒尾市応援隊長。
- ヒロシ - お笑い芸人。
- 夏夕介 - 俳優。
- 保村大和 - 俳優。
- 矢野かずき - パントマイム俳優。
- 池田純一 - プロ野球選手。
- 宮脇則昭 - プロ野球選手。
- クレイジー・キム - プロボクサー。
- 吉村圭司 - JRA調教師。
- 川田十夢 - 開発者。
- 外塚重喜 - 実業家。
- 山川龍雄 - テレビ東京ニュースキャスター、日経ビジネス編集委員。
- 吉田玲哉 - BOYS AND MENエリア研究生。
- 渡邊菜々 - モデル。
- 倉野尾成美 - アイドル、AKB48。あらお観光大使。
- 有働佳史 - 映画監督。

### 関連する人物
観光大使
- 嘉門達夫
- 関島秀樹
- 倉野尾成美

荒尾市応援隊長
- 西村赤音 - 2012年7月2日に任命。

ご当地アイドル
- MJK - 2012年に結成。

ゆるキャラ
- マジャッキー

## 荒尾市が舞台となった作品

### 小説
- 小森陽一『オズの世界』（2015年、集英社文庫）[9]

### テレビドラマ
- 西部警察 (PART1)（第64・65話「九州横断大捜査網!!（前・後編）」）、三井グリーンランドが登場）
- ウルトラマンティガ（第43話「地の鮫」、三井グリーンランドが登場）
- 仮面ライダー555（第2話「ベルトの力」、三井グリーンランドが登場）
- 青春の門 筑豊篇（2005年 TBSテレビ）
- 見知らぬわが町 （2010年 NHK福岡放送局開局80周年記念ドラマ、万田坑などで撮影）
- るろうに剣心 京都大火編 / 伝説の最期編（ロケ地として万田坑などで撮影）

### 映画
- オズランド 笑顔の魔法おしえます。（2018年10月26日公開、小森陽一『オズの世界』の映画化作品。グリーンランドなどで撮影。主演は波瑠）
- 女優は泣かない（2023年11月3日先行上映、12月1日全国公開。監督は荒尾出身の有働佳史）